# Homicide Watch
Homicide Watch és una pàgina web nord-americana creada l'any 2010. La pàgina actualitza diàriament la informació sobre els assassinats que es produeixen en el Districte de Columbia. Per aconseguir-ho utilitza, reportatges originals, documents legals de les corts, registres policials, mitjans i xarxes socials, així com l'ajuda de les víctimes, amics, familiars, veïns i tot aquell que hi vulgui col·laborar.
Va ser fundada per Chris Amico, periodista i dissenyador web, i Laura Amico, exreportera a The Press Democrat a Santa Rosa, California, on s'encarregava dels assassinats a Washington. Aquesta iniciativa va sorgir amb la intenció de donar visibilitat al crim a una ciutat on, de mitjana, es produeix un assassinat cada dos dies.

## Premis
- L'any 2012, aquesta iniciativa va ser premiada per la Online News Association dels Estats Units amb el Knight Public Service Award.[2]

- L'any 2012 va ser guanyador del ''Open Gov"[3]